# معاهدة بورتسموث (1713)

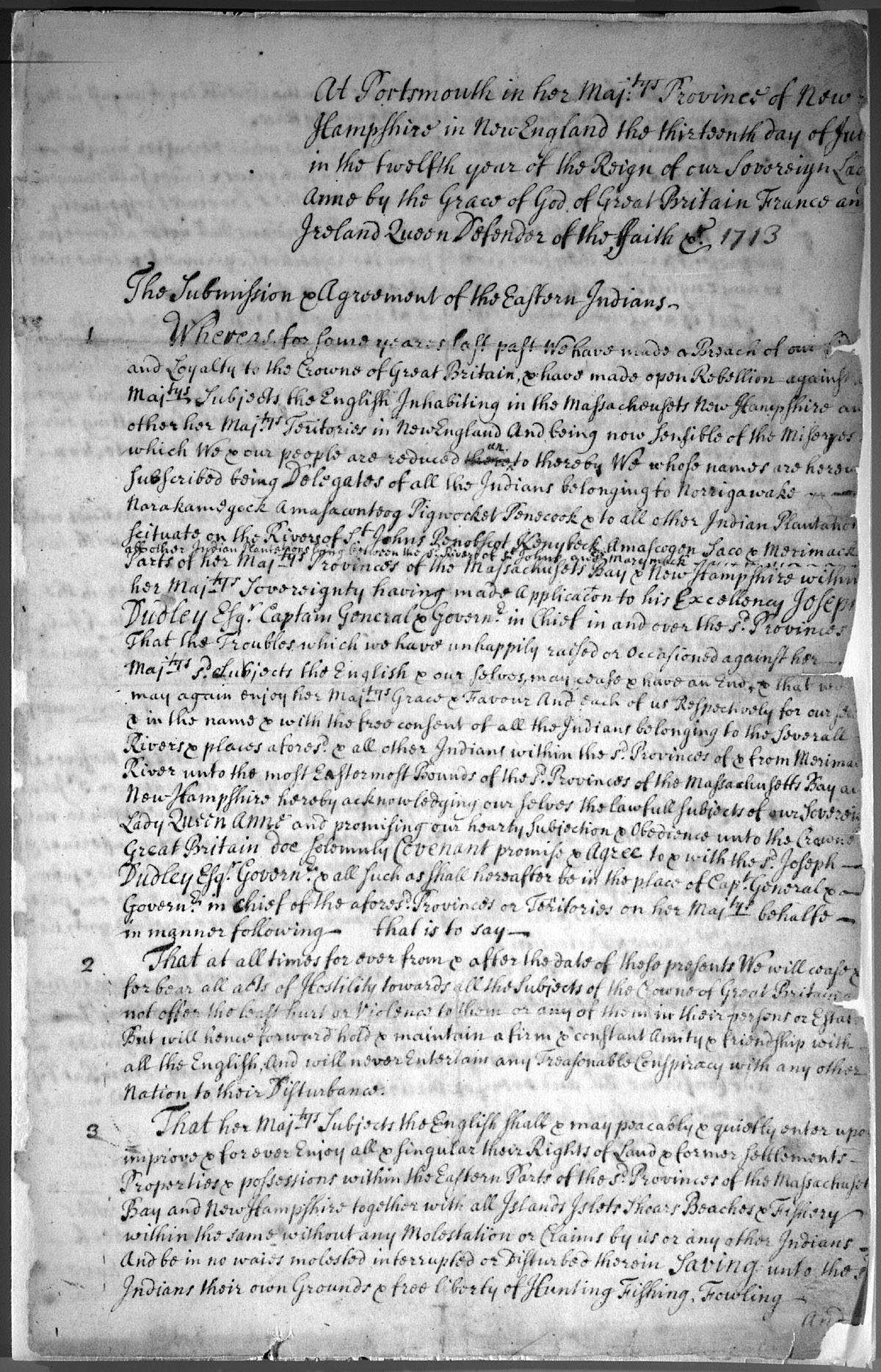
الصفحة الأولى

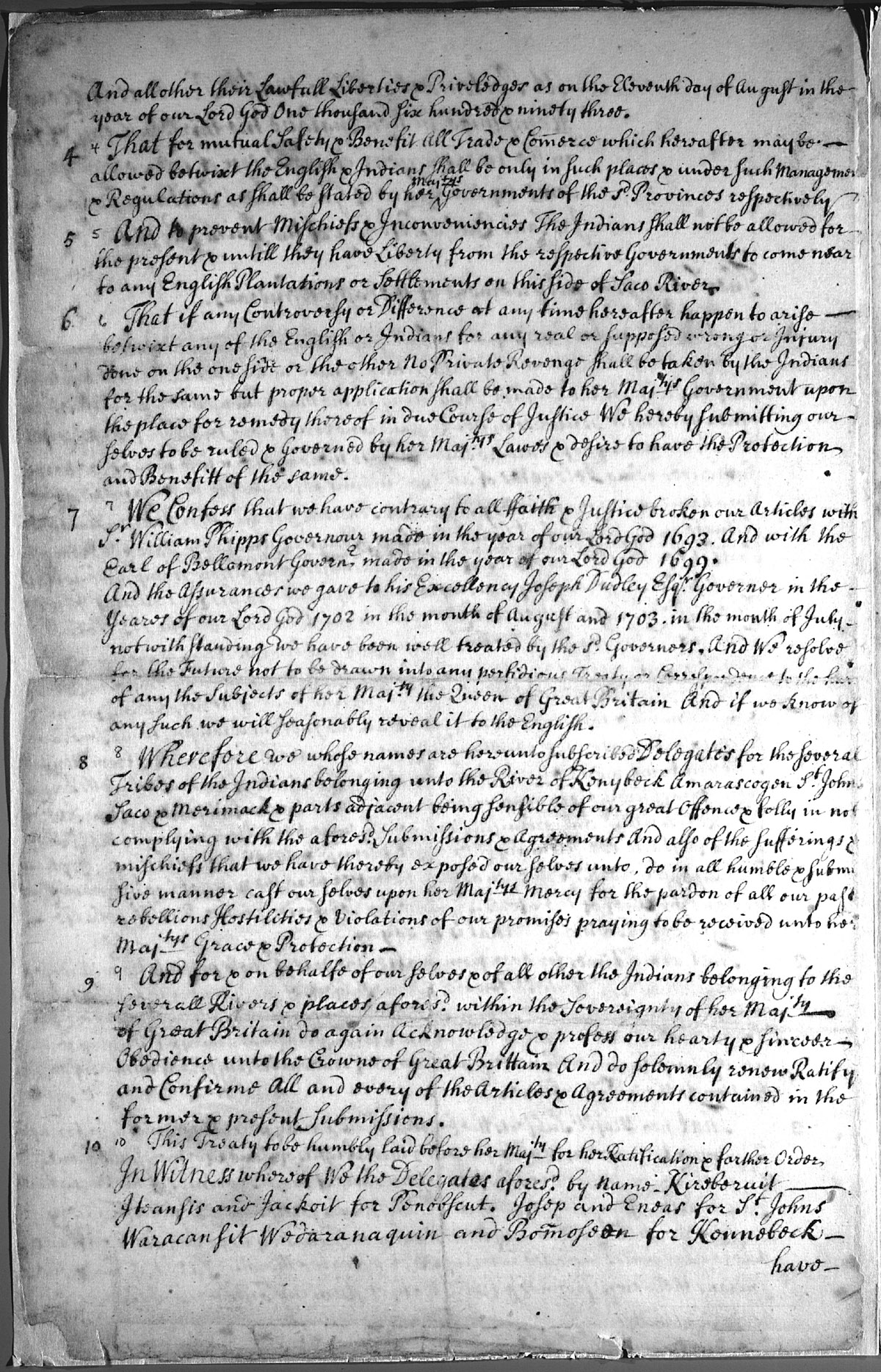
الصفحة الثانية

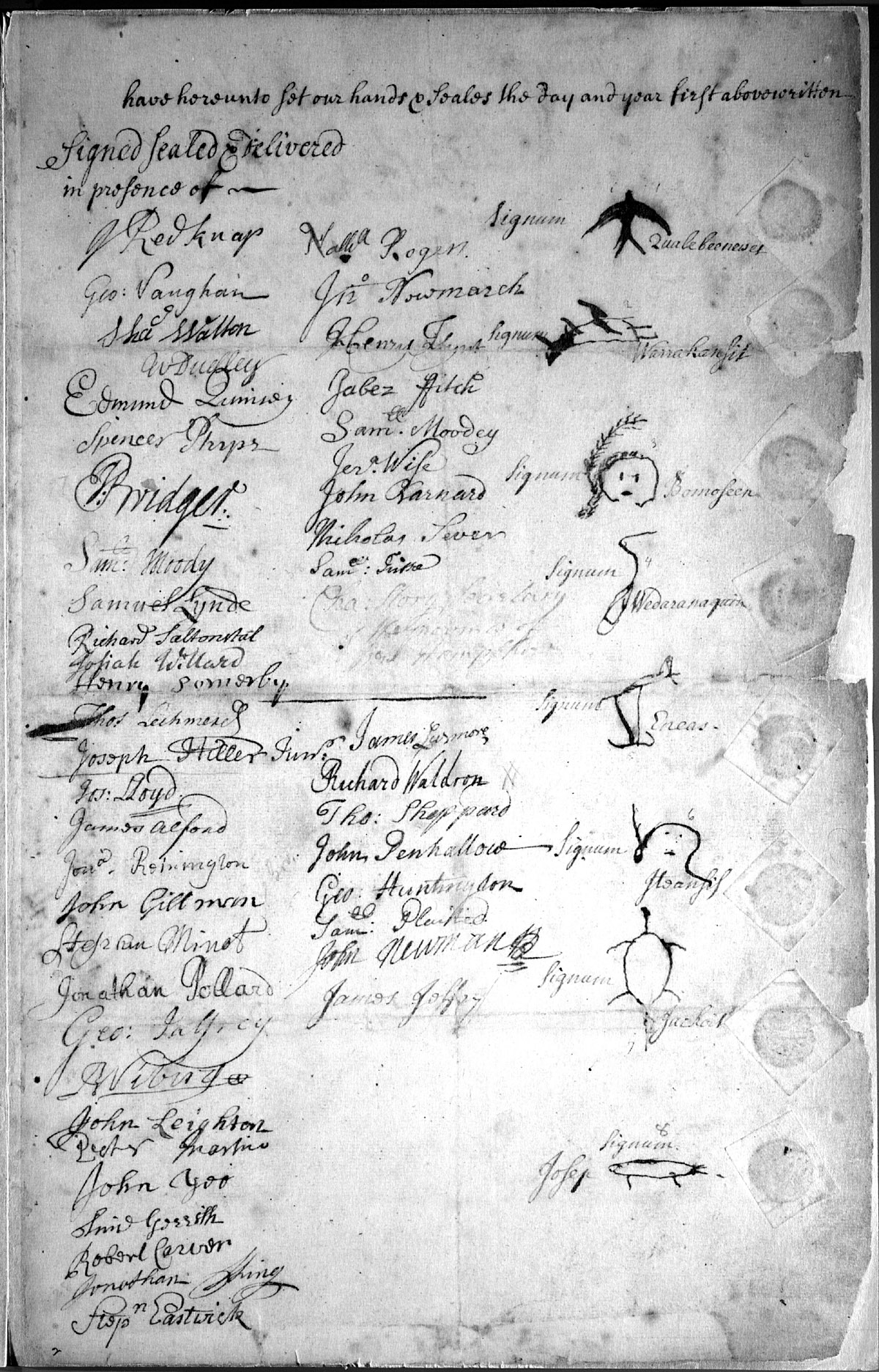
الصفحة الثالثة

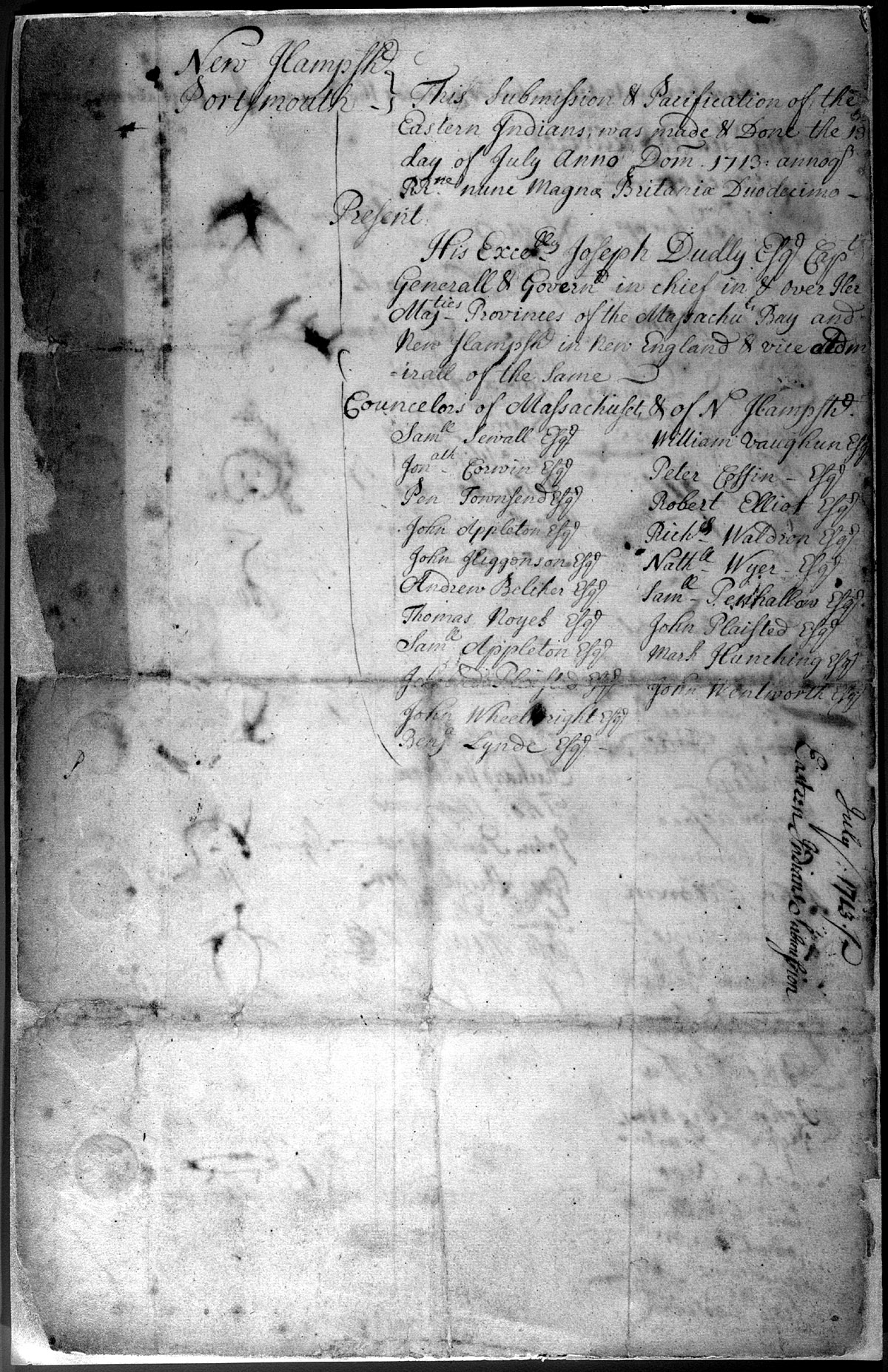
الصورة الرابعة

أنهت معاهدة بورتسموث الموقعة في 13 يوليو 1713 الأعمال العدائية بين شرق أبيناكيس مع خليج ماساتشوستس البريطاني وهامشاير الجديدة. جدد الإتفاق معاهدة 1693 التي أبرمها السكان الأصليون مع الحاكم السير ويليام بيبسز، في سلسلة من المحاولات لإحلال السلام بين اتحاد واباناكي والمستعمرين بعد حرب الملكة آن.

## حرب الملكة آن
أثناء حرب الخلافة الإسبانية، بدأت فرنسا في صراع مع إنجلترا والتي امتدت إلى مستعمراتها. تحت اسم «حرب الملكة آن في العالم الجديد»، قاتلت فرنسا الجديدة علنًا إنجلترا الجديدة من أجل السيطرة على المنطقة بينهما، حيث جند الفرنسيون قبائل أبيناكي التي يسكنونها كحلفاء لهم. في بعض الأحيان تحت القيادة الفرنسية، هاجم الهنود العديد من المستوطنات الإنجليزية على طول ساحل ولاية ماين، بما في ذلك كاسكو (الآن بورتلاند)، سكاربورو، ساكو، ويلز، يورك وبيرويك، نيو هامشير في هامبتون، دوفر، أويستر ريفر بلانتيشن (الآن دورهام)، وإيكستر، وأسفل إلى ماساتشوستس في هافيرهيل، جروتون وديرفيلد، موقع مذبحة ديرفيلد. تم حرق المنازل، أما السكان فقد تم قتلهم أو اختطافهم إلى كندا.
ومع ذلك، أعادت معاهدة أوترخت عام 1713 السلام بين فرنسا وإنجلترا. كجزء من الاتفاقية، خضعت أكاديا للسيادة البريطانية. عندما أدرك الهنود أنهم لم يعودوا قادرين على الاعتماد على الفرنسيين للحماية، سعت مجموعات إلى الهدنة ووقف إطلاق النار، واقترحت عقد مؤتمر سلام في كاسكو. وافق جوزيف دادلي، حاكم ولاية ماساتشوستس ونيو هامشير، على عقد مؤتمر، لكنه اختار بدلاً من ذلك أن يستضيفه في بورتسموث (نيو هامبشير)، والذي كان محميًا بمدافع فورت ويليام وماري.

## مواد الاتفاق
في 11 يوليو 1713، التقى حاكم دودلي والعديد من الشخصيات البارزة من نيو هامشاير وخليج ماساتشوستس (والذي ضَم ماين بعد ذلك) مع وفود من قبائل أبيناكي، بما في ذلك قبائل أماساكونتي وماليسيت ونوريريدجوك وبيناكوك وبينوبسكوت وسوكوكي. قرأ مترجمون محلفون إلى الساشيمز الاتفاق بصوت عالٍ، وقع ثمانية منهم في 13 يوليو مع صور طوطمية. وقد قام آخرون بذلك في العام التالي بعد تفسير مماثل في اتفاقية أخرى. «كوننا عقلانيين من جرمنا الكبير وحماقتنا»، وافق الهنود على:
- الاعتراف بالخضوع والطاعة التامة للملكة آن.
- وقف جميع أعمال العداء تجاه رعايا بريطانيا العظمى وممتلكاتهم.
- السماح للمستوطنين الإنجليز بالعودة إلى مستوطناتهم السابقة دون تحرش أو أي مطالب من الهنود.
- التجارة فقط في المحطات التجارية باللغة الإنجليزية المنشأة والمدارة والمنظمة بموافقة الحكومة.
- عدم الاقتراب من المزارع الإنجليزية أو المستوطنات الواقعة أسفل نهر ساكو، «لمنع الأذى والإزعاج».
- معالجة جميع المظالم في محكمة إنجليزية، بدلاً من «الانتقام الخاص».
- الاعتراف بخرقهم لجميع ماتفاقيات السلام المبرمة في 1693 و 1699 و 1702 و 1703، ولآن عليهم طلب المغفرة والرحمة.
- عدم إبرام أي «معاهدات أو مراسلات غادرة» (مع الفرنسيين) ضد الدولة الإنجليزية؛ في حال وجودها يجب الإفصاح عنها «موسميًا».
- الخضوع لصاحبة الجلالة وطلب بالرحمة والعفو عن أعمال التمرد الماضية وأعمال القتال وانتهاكهم للوعود واتفاقات السلام.

تواجدت دول سانت جون نهر ماليزييت وميكماو وشعب الأبيناكي في أكاديا عند توقيع معاهدة بورتسموث. وفقًا لجدول ميكماو الزمني اللاحق للاتصال، ضمنت المعاهدة عدم تعرضهم للتحرش في أراضيهم، وكانوا يتمتعون بحرية الحرية للصيد، صيد الأسماك، تربية  الحيوانات، وجميع الحريات والامتيازات القانونية الأخرى". اعتبر واباناكي معاهدة بورتسموث بمثابة إعادة تأكيد على معاهدة عام 1699 في ماريز بوينت، حيث حصرت المستوطنات البريطانية غرب نهر كينيبك، بينما احتفظ البريطانيون أيضًا بالميناء الملكي (أنابوليس رويال). صرح الميكماك وماليسيت أن أكاديا (لنويجاتي) تابعة له، وأن الملك الفرنسي لم يستطع منحها للملك الإنجليزي لأنها لم تكن ملكاً له منذ البداية. بذل البريطانيون جهودًا للتغلب على الواباناكي باستخدام سلع فائقة الجودة وهدايا احتفالية لتجارة الفراء. حاولوا أيضًا طرد الجنود والكهنة الفرنسيين من قراهم، لكن لم ينجح الأمر. لم يقم الميكماك بتوقيع معاهدة بورتسموث. رأى البريطانيون في معاهدة أوترخت ومعاهدة بورتسموث لعام 1713 فرصة لاستعادة مستوطنات ساكو وسكاربورو وفالماوث، وفرصة جديدة لاستغلال أراضي واباناكي بين نهري كينيبك وسانت كروا، عن طريق انتهاكهم للمعاهدة.

## ما بعد الكارثة
فشل الإنجليز في الوفاء بالتزاماتهم بموجب المعاهدة. لم تقم ماساتشوستس كما وعدت بإنشاء مراكز تداول رسمية لبيع سلع رخيصة بأسعار معقولة للهنود. كما أُجبرت القبائل على مواصلة تبادل فراءها مع تجار القطاع الخاص، الذين اشتهروا بالمكر والخداع. بالإضافة إلى ذلك، قام الهنود بتهديد بناه الحصون البريطانية على أراضيهم، واعترضوا على التعدي المستمر للمستوطنين على الأراضي التي طالبوا بها. أعرب سيباستيان رالي وغيره من الكهنة اليسوعيين الفرنسيين عن سخطهم على قبائلهم التي روجت لمصالح فرنسا الجديدة. ردًا على ما اعتبروه انتهاكات بريطانية لمعاهدة بورتسموث، استأنف أبيناكيس غاراتهم على المستوطنات البريطانية المتعدية. نتيجة لذلك، أعلن الحاكم صموئيل شوت في 25 يوليو 1722 الحرب ضد الهنود الشرقيين فيما يسمى حرب الأب رال. استمر النزاع على الحدود بين فرنسا الجديدة وإنجلترا الجديدة حتى معاهدة باريس عام 1763.